# Bassianus (Caesar)
Bassianus († 314 oder 316) war ein Schwager und designierter Unterkaiser des römischen Kaisers Konstantin I. 
Der Senator Bassianus war seit 313 oder 314 mit Anastasia verheiratet, einer Halbschwester Konstantins. Zum Caesar (Unterkaiser) für Italien designiert, begann Bassianus bald darauf gegen seinen Schwager zu intrigieren. Vermutlich wurde er angestiftet von seinem Bruder Senecio, einem Vertrauten des Ostkaisers Licinius. Konstantin ließ Bassianus wegen Hochverrats hinrichten. Seine Forderung, Senecio auszuliefern, lehnte Licinius ab, was zum Bruch zwischen beiden Kaisern und in der Folge zum Bürgerkrieg führte.